# Stefano Bottini
Stefano Walter Bottini (Bergamo, 22 agosto 1956) è un politico italiano, membro della comunità sorda.

## Biografia
Operaio ed esponente del Partito Socialista Italiano, candidato alla Camera dei deputati nell'aprile 1992, inizialmente non viene eletto, ma subentra a Montecitorio al posto del collega Vincenzo Balzamo, morto il 2 novembre 1992. È stato il primo deputato sordo sia in Europa che in Italia. . Conclude il proprio mandato parlamentare nell'aprile 1994.